# Monkey Puss: Live in London
Monkey Puss: Live in London är det första livealbumet med svenska death metal-bandet Entombed, som släpptes 17 november 1999. Albumet spelades in 1992, under Gods of Grind-turnén. Detta albumet var egentligen en bootleg, men eftersom ljudet var tillräckligt bra för att kunna släppas i affär bestämde Earache Records att släppa den som ett livealbum. Dock så gjorde Earache Records detta utan Entombeds tillåtelse. Det har även givits ut en VHS-version och en DVD-version.

## Låtförteckning
1. "Living Dead" - 06:02
2. "Revel in Flesh" - 03:44
3. "Stranger Aeons" - 03:57
4. "Crawl" - 05:32
5. "But Life Goes On" - 02:52
6. "Sinners Bleed" - 04:42
7. "Evilyn" - 04:58
8. "The Truth Beyond" - 03:37
9. "Drowned" - 03:56
10. "Left Hand Path" - 07:32

## Banduppsättning
- Alex Hellid - gitarr
- L-G Petrov - sång
- Nicke Andersson - trummor
- Ulf Cederlund - gitarr
- Lars Rosenberg -bas